# Eriocaulon heterochiton
Eriocaulon heterochiton är en gräsväxtart som beskrevs av Friedrich August Körnicke. Eriocaulon heterochiton ingår i släktet Eriocaulon och familjen Eriocaulaceae. Inga underarter finns listade i Catalogue of Life.